# GNU Pascal
El GNU Pascal (GPC) es un compilador Pascal abarcado un frontend para el GCC, similar a la manera en que Fortran y otros lenguajes fueron agregados al GCC. El GNU Pascal es compatible con ISO 7185, y, según el manual, implementa la "mayoría" del estándar ISO 10206 Extended Pascal.
La principal ventaja de montar al GNU Pascal sobre los hombros del compilador GCC es que es instantáneamente transportable a cualquier plataforma que soporta al GCC.